# 鈴木康一
鈴木 康一（すずき こういち、1953年6月14日 - ）は、日本の精神科医。精神保健指定医・精神科指導医・精神科専門医。
東京医科大学病院精神医学教室准教授の後、助教授・部長。学位は、医学博士（東京医科大学・論文博士・1982年）。
専門領域は、統合失調症・多重人格障害・うつ病。「うつ病の精神病理と治療」を研究。

## 経歴
1953年6月14日生まれ。東京医科大学を卒業後、東京医科大学病院に入局。東京医科大学病院精神医学教室准教授を勤める。退局後は医療法人立川メディカルセンター柏崎厚生病院や医療法人弘心会武蔵の森病院、その後に医療法人三省会本多病院などで精神科医として勤務。また、令和4年より一般社団法人徳志会にて精神科診療所の開設に携わる。

## 資格・所属学会
- 精神保健指定医
- 精神科指導医
- 精神科専門医
- 日本精神神経学会
- 日本精神病理学会
- 日本芸術療法学会
- 統合失調症臨床研究会

## 著書
統合失調症(精神分裂病)患者との相互交流
統合失調症(分裂病)を「なぞらえる」

## 発表論文・共編著等
- 統合失調症(精神分裂病)患者との相互交流「(共著)」. 治療の聲. 2003. 5. 1. 31-43
- 統合失調症(分裂病)を「なぞらえる」. 治療の聲. 2002. 4. 1. 51-57
- かたさとやわらかさ〜症例S.Sをなぞりながら〜. 第5回分裂病臨床研究会. 2001
- 思春期における転換性障害についての一考察(共同発表). 第85回 日本小児精神神経学会. 2001
- 妊娠を楔機に多彩な解離症状を呈した1例(共同発表). 東京精神医学会 第61回 学術集会. 2001
- DRPLA(歯状核赤核淡蒼球ルイ体萎縮症)の1症例(共同発表). 東京精神医学会 第61回 学術集会. 2001
- 八王子医療センターにおけるリエゾン精神医学の現況(共同発表). 第145回 東京医科大学医学会総会. 2000
- 解離性同一性障害の表現行爲について(共同発表). 日本芸術療法学会. 1999
- からだにはたらくことば-分裂病患者との"なぞり"行為を通して-「(共同発表)」. 日本語臨床研究会. 1997
- 食行動異常入院治療における芸術療法の役割「(共著)」. 日本芸術療法学会誌. 1993. 24. 1. 20-29
- 分裂病治療における身体接触の意義「(共同発表)」. 日本精神病理学会. 1992
- 精神分裂病における身体所作の異常 -その精神病理学的・治療論的研究-. 東京医科大学雑誌. 1992. 50. 2. 229-238
- Abnormal Gestures as Observed in Schizophrenia -Psychopathological and therapeutic Studies-. THE JOURNAL OF TOKYO MEDICAL COLLEGE. 1992. 50. 2. 229-238
- 空間論的にみた分裂病の回復過程について「(共同発表)」. 日本精神病理学会. 1991
- 精神分裂病における言語と思考の研究の現状と展望-言語論的治療アプローチの可能性-「(共著)」. 精神神経学雑誌. 1991. 93. 10. 844-851
- ボルネオ島カヤン族に施行したHTPテスト-表現精神病理学への-寄与-「(共著)」. 日本芸術療法学会誌. 1990. 21. 1. 99-108
- HTP test administered on the Kayan tribe in the Borneo Island -A contribution to psychopathology of expression-. Japanese Bnlletin of Art Therapy. 1990. 21. 1. 99-108
- 分裂病の姿勢について「(共同発表)」. 日本精神神経学会. 1988
- セネストパチーの言述について「(共同発表)」. 精神病理懇話会. 1987

- 心理士によるリエゾン業務の現状報告（Ⅰ.一般演題, 第16回新潟GHP研究会）
- 柏崎厚生病院における精神鑑定について
- 道路交通法改正と、それに伴う精神障害者の自動車運転について
- 総合病院における「ストレス外来」の現状報告(Ⅰ.一般演題, 第13回新潟GHP研究会)
- 座談会 本誌編集委員らによる "シゾフレミン"の世界 (創刊記念増大号)
- 柏崎厚生病院における抗精神病薬単剤化の現状
- 民間精神科病院におけるアウトリーチ活動について
- 退院促進支援事業：当院におけるアプローチ
- 精神科チーム医療の視点で心理職に期待するもの
- ｢ストレス外来｣における初診患者の受診状況(I.一般演題,第10回新潟GHP研究会)
- 総合病院における「ストレス外来」の現状報告(I.一般演題,第9回新潟GHP研究会)
- 「ストレス外来」における中越地震の影響について(第8回新潟GHP研究会)
- 総合病院におけるGHQ(精神健康調査票)の有用性(第5回新潟GHP研究会)
- 立川綜合病院「ストレス外来」の現状報告( I.一般講演, 第3回新潟GHP研究会)
- 八王子医療センターにおけるCLS活動の現況
- 八王子医療センターにおける精神科コンサルテーション・リエゾン・サービス
- 増動期と減動期とを繰り返し炭酸リチウムが奏効した重度精神遅滞の2症例：躁うつ病との関連についてTwo Cases Report of Severe Mental Retardation with Recurrence of Hyperkinetic and Hypokinetic Symptoms Treated with Lithium Carbonate : In Relation to Manic Depressive Psychosis

## 翻訳
- 1992:Report on the current state of liaison work by psychologists
- 1994:Psychiatric evaluation at Kashiwazaki Kosei Hospital / Revision of the Road Traffic Law and accompanying car driving by mentally handicapped persons
- 2001:Report on the current state of "stress outpatient" in general hospitals
- 2002:Round-table discussion The world of "Schizofremin" by the editors of this magazine (Inaugural issue)
- 2004:Current status of antipsychotic monotherapy at Kashiwazaki Kosei Hospital
- 2007:Outreach Activities at Private Psychiatric Hospitals
- 2008:Discharge promotion support project: Approach at our hospital
- 2010:Expectations for psychologists from the perspective of team psychiatric care
- 2010:Consultation status of first-visit patients in "Stress Outpatient"
- 2014:Report on the current state of "stress outpatients" in general hospitals